# Bellville, Ohio
Bellville là một làng thuộc quận Richland, tiểu bang Ohio, Hoa Kỳ. Năm 2010, dân số của làng này là 1918 người.

## Dân số
- Dân số năm 2000: 1773 người.
- Dân số năm 2010: 1918 người.